# Komórka macierzysta hemopoezy

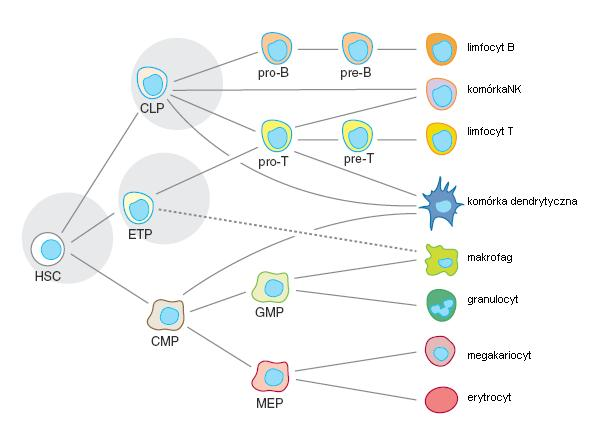
Schemat różnicowania komórek hemopoetycznych na komórki pochodne.
Legenda:
– HSC (hemapoietic stem cells) – komórki macierzyste hemapoezy;
– CLP (common lymphocyte progenitor) – wspólne komórki progenitorowe limfoidalne;
– CMP (common myeloid progenitor) – wspólne komórki progenitorowe linii mieloidalnej i granulocytarnej;
– ETP (early T-lineage progenitor) – wczesne komórki progenitorowe limfocytów T;
– GMP (granulocyte and monocyte progenitor) – komórki progenitorowe granulocytów i monocytów;
– MEP (megakaryocyte/erythrocyte progenitors) – komórki progenitorowe megakariocytów i erytrocytów.

Komórka macierzysta hemopoezy (ang. hemapoietic stem cell, HSC), krwiotwórcza komórka macierzysta, komórka macierzysta szpiku lub hemocytoblast – daje pochodzenie prekursorom komórek krwi i układu odpornościowego – mieloidalnym komórkom progenitorowym i limfoidalnym komórkom progenitorowym. Jest wielopotencjalną komórką tkankowo swoistą, jednakże potrafi się różnicować w procesie transdyferencjacji w komórki innych tkanek i należy ją traktować jako komórkę pluripotentną, z czym są związane daleko idące nadzieje dotyczące jej zastosowania terapeutycznego.
Źródłem komórek hemopoetycznych (macierzystych szpiku) może być krew pępowinowa.